# ダンコウバイ
ダンコウバイ（檀香梅、学名: Lindera obtusiloba）は、クスノキ科クロモジ属に分類される落葉低木から小高木の1種である。別名でウコンバナ、シロヂシャなどともよばれる。葉は広卵形でふつう先端が浅く三裂し（図1下）、秋に黄葉する。雌雄異株（雄花と雌花が別の個体につく）であり、花期は早春、葉の展開前に、芳香がある黄色い小さな花からなる花序がつく（図1上）。日本を含む東アジアに広く分布する。ときに観賞用に植栽され、また木材や精油などが利用されることがある。

## 特徴
落葉広葉樹の低木から小高木であり、幹は叢生し、高さ2–7メートル (m)、幹の胸高直径15–20センチメートル (cm) になる（図2a）。樹皮は暗灰色から茶褐色、平滑であるが、皮目が多く少しざらつく感じになる（図2b）。新枝は最初は軟毛を密生するがのちに無毛、黄緑色から黄褐色、日当たりのよい面は赤味を帯びる。2年枝は灰褐色で皮目が多い。枝を折ると芳香がある。
頂芽はない。冬芽は互生し、葉芽は長楕円形で鈍頭、花芽はほぼ球形で直径4–6ミリメートル (mm)。芽鱗は赤茶色で花芽には2–3枚、葉芽には4–5枚ある。落葉のころには来春の花芽が葉腋にでき、目立つ。葉痕は半円形、維管束痕が1または3個つく。
葉は互生し、等間隔につき、葉柄は長さ 5–30 mm。葉身は広卵形から扁卵形、長さは5–15 cm、幅は4–13 cm、全縁、基部は切形から浅心形、先端はふつう浅く3裂し裂片は鈍頭であるが、枝の基部などにはときに切れ込みがない葉もある（図1, 3a）。葉脈は基部で3主脈に分かれる。葉質はやや厚く、表面はつやのない緑色、はじめは黄褐色の軟毛があるが、のちに無毛、裏面は白色を帯び、はじめは淡褐色の長毛が密生するが、のちに脈上にのみ残る。葉も揉むとわずかに芳香がある。秋になると葉は黄葉して鮮やかな黄色に染まり、やがて落葉する（図3b）。ダンコウバイの葉のように浅く3つに切れ込む葉は他にみられず、葉の形で簡単に見分けられる。同属のシロモジの葉はやや似るが、先端はやや深く裂け、裂片は鋭尖頭であること、主脈の分岐点が葉身基部よりやや上である点で異なる。カクレミノ（ウコギ科）の葉もやや似ているが、常緑樹であり、葉の表面に光沢があり、表裏面とも無毛である。
花期は3–4月、葉の展開前に咲く（図1, 4a）。花には芳香があり、小型で黄色、前年枝に腋生する散形花序を形成し、花序はほぼ無柄、花柄は長さ 12–15 mm で淡褐色の毛が密生する（図1, 4a）。総苞片は薄くて幅が広い。雌雄異株であり、雄株のほうが花序が大きく花数が多く、花も大きい。雄花と雌花ともに花被片は6個、楕円形、雄花では長さ約 3.5 mm、雌花では約 2.5 mm、花の後に脱落する。雄花は雄蕊（雄しべ）を9個もち、3個ずつ3輪、葯は内向で2室、最内輪の雄しべの花糸に1対の腺体（蜜腺）があり、中心に狭卵形で長さ 1 mm ほどの退化した雌蕊（雌しべ）がある。雌花は仮雄蕊（仮雄しべ）を3個3輪もち、最内輪の花糸には1対の腺体があり、中央に雌しべが1個、長さ 3 mm、柱頭は盤状。
果期は9–10月。果実は液果、クスノキの実を少し大きくしたような光沢のある球形で、直径は 7–8 mm ほどあり、赤熟し、さらに黒紫色に変わる（図4b）。果柄は長さ 1.5–2 cm、先端がやや太くなる。種子は1個、球形で基部がやや突出し、淡褐色から褐色。染色体数は 2n = 24。

## 分布
ヒマラヤ、アッサム、ミャンマー、中国、朝鮮半島、日本に分布する。日本では本州（新潟県、関東地方以西）、四国、九州に自生する。山地の落葉樹林内や林縁の明るい場所に生育する。

## 保全状況評価
日本では以下の都道府県において、レッドリストの指定を受けている。
- 絶滅危惧I類 - 千葉県、佐賀県
- 絶滅危惧II類 - 福岡県
- 準絶滅危惧 - 福島県

## 人間との関わり
花や黄葉が美しいため、茶庭などに植栽されるが、多くはない。いけばなの材料などにも用いられる。
材には芳香があり、楊枝や細工物に使われる。
種子には香りのよい油があり、朝鮮半島では高級な髪油とされ（冬柏油とよばれる）、中国では薬用や工業用に用いられることがある。

## 名称
「檀香梅（ダンコウバイ）」の名は、もともとロウバイ（ロウバイ科）の1品種（または栽培品種）であるトウロウバイの名であったが、明治時代に博物学者である田中芳男がこの種の名前に転用した。材に「檀香（ビャクダン）」のように芳香があり、花が「梅」に似ていることに由来する。小野蘭山や牧野富太郎は「ウコンバナ（鬱金花）」の名を用いたが、この名は同属別種のシロモジに使われることのあり、混乱があった。